# 이수로 (축구 선수)
이수로(2006년 1월 18일 ~ )는 대한민국의 축구 선수로 포지션은 오른쪽 풀백, 오른쪽 윙어이며 현재 중앙대학교 재학중이다.